# Slag bij de Liparische eilanden
De Slag bij de Liparische (of Eolische) eilanden in 260 v.Chr. was de eerste ontmoeting tussen de vloten van Carthago en de Romeinse republiek, uitgevochten in de Eerste Punische Oorlog. De Carthaagse overwinning was eerder het gevolg van een hinderlaag dan een echte zeeslag.

## Romeinse nederlaag
De Romeinen hadden weinig praktijkervaring op zee. Hun schepen waren kort tevoren gebouwd. De roeiers hadden hun opleiding aan land gekregen. Ze hadden geoefend op nagebouwde roeibanken onder leiding van een celeustes (Grieks: κελευστής; bootsman die de maat voor het roeien aangeeft) en vervolgens een korte cursus op zee gevolgd. Consul Gnaeus Cornelius Scipio had enkele dagen tevoren het bevel over de vloot gekregen en gaf de kapiteins opdracht uit te varen naar de Straat van Messina zodra hun schepen in gereedheid zouden zijn gebracht. Hijzelf vertrok met de eerste 17 schepen om Lipara aan te doen dat van plan zou zijn zich over te geven aan de Romeinen. Scipio wilde die kans niet aan zich voorbij laten gaan en ging voor anker bij Lipara. Toen de Carthaagse veldheer Hannibal Gisco, die in Panormus verbleef, hiervan op de hoogte was gebracht, zond hij Boodes met 20 schepen op de Romeinen af. Boodes arriveerde ’s nachts en sloot de Romeinen in. Van een echte slag was geen sprake, want toen de Romeinen bij het krieken van de dag de Carthaagse vloot ontwaarden, verlieten ze in groten getale hun schepen en vluchtten het land op. Ontsteld hierover wist Scipio zich geen raad meer en gaf zich aan Boodes over. Alle Romeinse schepen vielen vrijwel onbeschadigd in handen van de Carthagers.

## Nasleep
De Carthagers vertrokken om zich weer bij Hannibal Gisco te voegen. Gisco voer enkele dagen later uit om de overige Romeinse schepen die inmiddels in aantocht waren onder aanvoering van Scipio’s collega Gaius Duilius, op te vangen. Hij leed echter nu een zware nederlaag in de Slag bij Mylae.
Scipio herkreeg zijn vrijheid, het is onbekend hoe, misschien werd hij vrijgekocht. Hij werd weer consul in 254 v.Chr. Hij zou zijn weinig flatteuze bijnaam Asina (ezelin) verworven hebben naar aanleiding van zijn onverstandig optreden bij Lipara.